# ناحیه کابونگ
ناحیه کابونگ (به لاتین: Kaabong District) یک منطقهٔ مسکونی در اوگاندا است که در استان شمالی، اوگاندا واقع شده‌است. ناحیه کابونگ ۳۹۵٬۲۰۰ نفر جمعیت دارد.